# Beelu-Nationalpark
Der Beelu-Nationalpark ist ein Nationalpark im Südwesten des australischen Bundesstaates Western Australia, ca. 30 km östlich des Stadtzentrums von Perth und ca. 8 km südöstlich von Mundaring. Der Park ist Teil einer Gruppe von Nationalparks, die als Parks of the Darling Range zusammengefasst werden, und hieß früher Mundaring-Nationalpark.
Der Mundaring-Nationalpark wurde 1995 als Teil der Schutzstrategie für Primärwald der Regierung von Western Australia eingerichtet. 2008 wurde der Nationalpark in Anerkenntnis der früheren Eigentumsrechte der Aborigines an diesem Gebiet umbenannt. Der Name 'Beelu' ist von Noongar-Wort für 'Fluss' oder 'Wasserlauf' abgeleitet. Die Beelu waren die ursprünglichen Bewohner des Gebietes, das durch den Helena River, den Swan River und den Canning River begrenzt war.
Der Park enthält eine reiche angestammte Flora, z. B. Eukalyptusbäume der Species Jarrah (Eucalyptus marginata) und Marri (Corymbia calophylla), Zamia, Bull-Banksien (Banksia grandis), Sheoak und Grasbäume (Xanthorrhoea).

## Einrichtungen
Der Park ist mit Toiletten, Holzofengrills und Picknicktischen ausgestattet. Es gibt eine große Anzahl an Wander- und Radwegen und zwei Zeltplätze.
Ein Besucherzentrum, das Perth Hills National Parks Centre liegt im Park und man kann dort von 10.00 Uhr bis 16.00 Uhr Informationen und Erfrischungsgetränke erhalten. Ein Aussichtspunkt liegt in South Ledge und bietet einen Blick über die Kleinstadt Mundaring Weir und den Lake CY O'Connor.
Eine der größten Eichen in Western Australia findet sich im Fred Jacoby Park.

## Galeriebilder

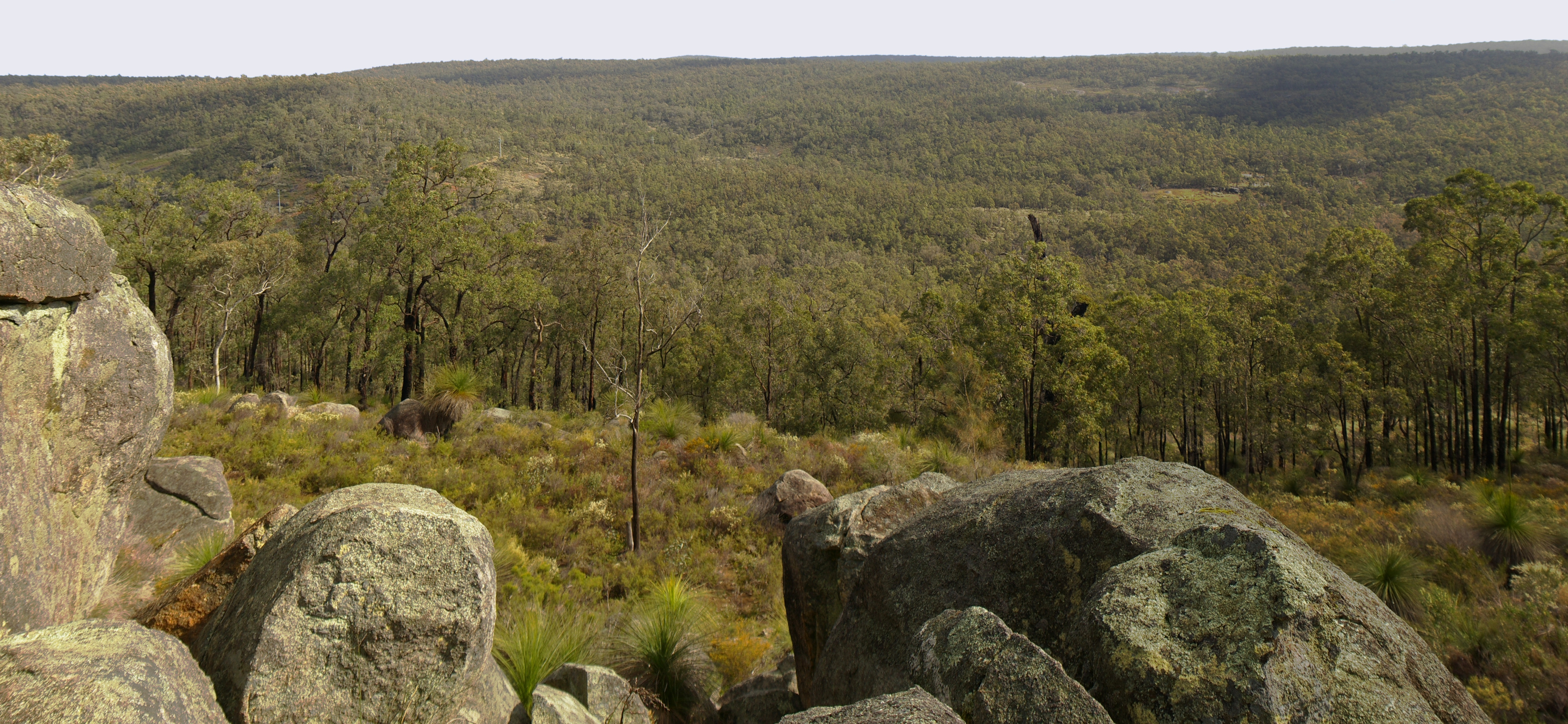
North Ridge über das Tal des  Helena River
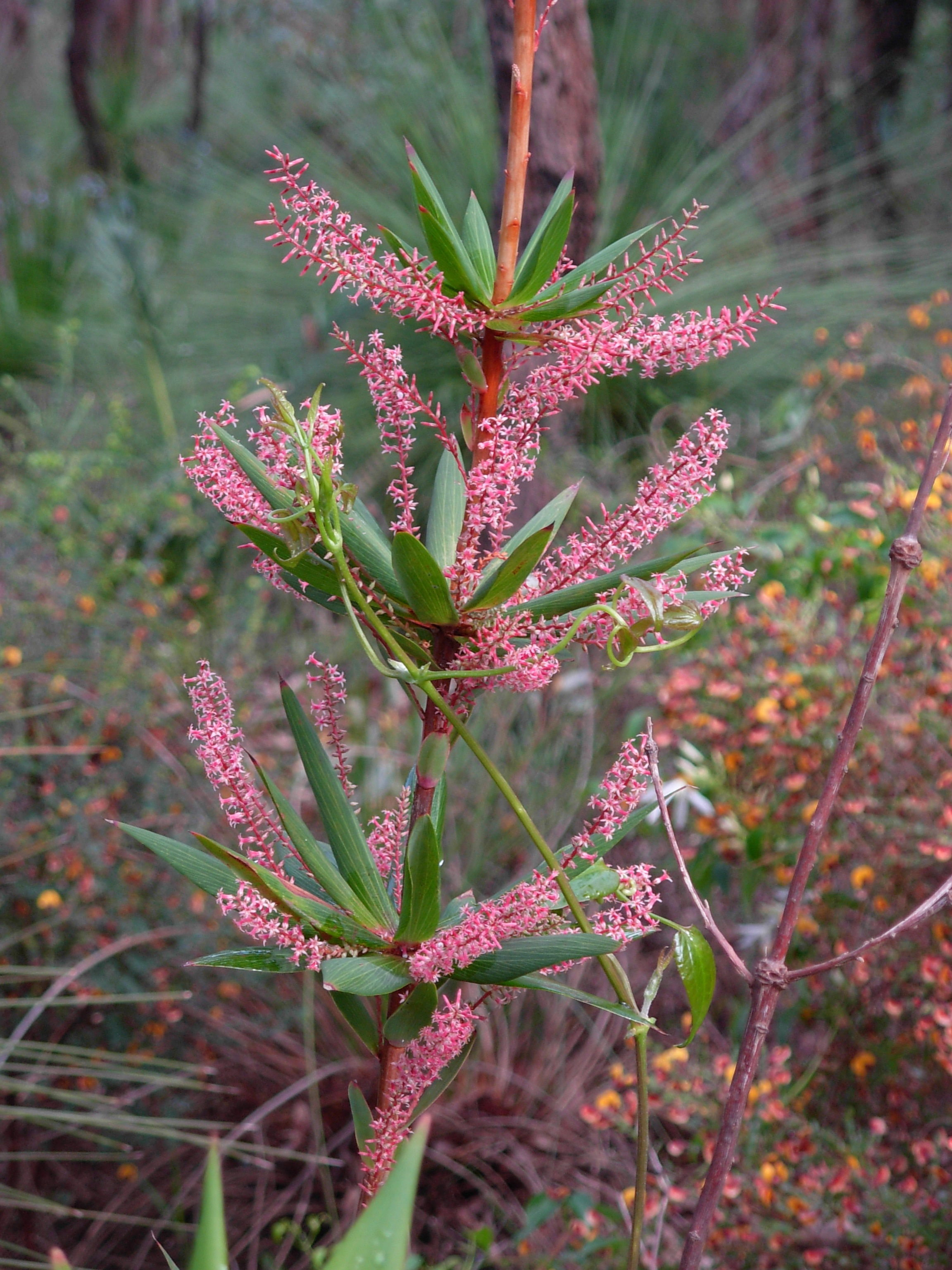
Leucopogon verticillatus
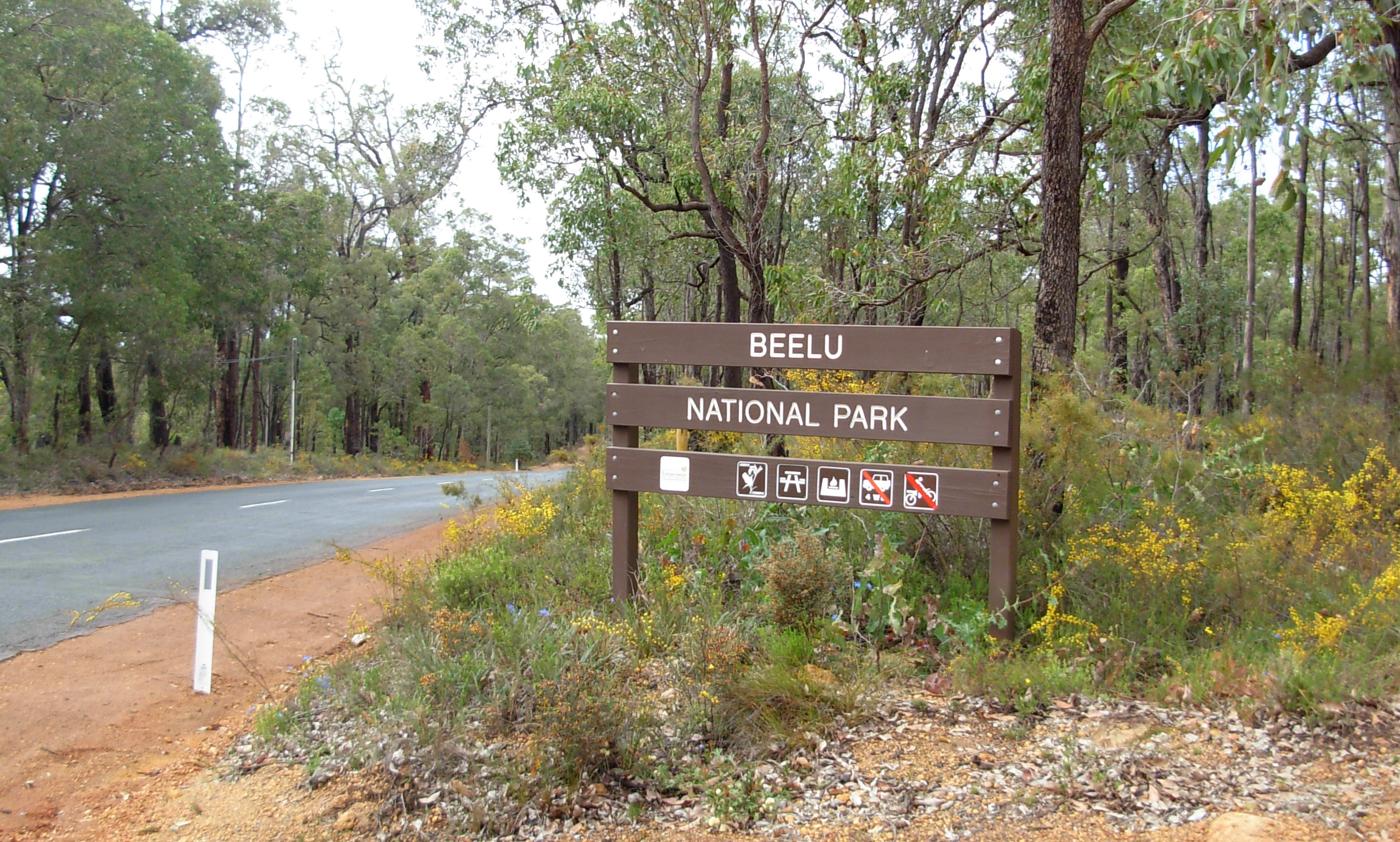
Mundaring Weir Road in der Darling Range (Western Australia)

## Quelle
- Samille Mitchell: What's in a name? Parks of the Darling Range. Landscope. Band 24 . N. 2 (2008/2009), S. 40–46